# ديفيد جروغان
ديفيد جروغان (بالإنجليزية: David Grogan)‏ (7 يوليو 1914 – 1993) هو سبّاح من المملكة المتحدة راحل، مثّل بلاده في الألعاب الأولمبية الصيفية 1936.

## روابط خارجية
ديفيد جروغان على موقع أوليمبيديا (الإنجليزية)